# Callisia monandra
Callisia monandra là một loài thực vật có hoa trong họ Commelinaceae. Loài này được (Sw.) Schult. & Schult.f. mô tả khoa học đầu tiên năm 1830.